# Aleksandra Oldenburg Romanowa
Aleksandra Fryderyka Wilhelmina Oldenburska [ros. Александра Петровна, niem. Alexandra Friederike Wilhelmine von Oldenburg], imię zakonne Anastazja Kijowska [ ros. Анастасия Киевскя ] (ur. 21 maja?/2 czerwca 1838 w Petersburgu, zm. 12 kwietnia?/25 kwietnia 1900 w Kijowie) – rosyjsko-niemiecka arystokratka, księżniczka z dynastii oldenburskiej, wielka księżna Rosji jako żona Mikołaja Romanowa; święta prawosławna eparchii kijowskiej.

## Życiorys
Księżniczka Aleksandra Fryderyka Wilhelmina urodziła się jako najstarsza córka księcia Piotra Oldenburskiego i jego żony Teresy Nassau, przyrodniej siostry Zofii Wilhelminy Nassau, królowej Szwecji jako żona Oskara II. Aleksandra należała do niemieckiej rodziny, ale wychowała się w Rosji i była bardzo związana z dynastią Romanowów.
Ojciec Aleksandry był jedynym żyjącym synem wielkiej księżnej Katarzyny Pawłownej, czwartej córki Pawła I, cara Rosji. Piotr Oldenburski wstąpił do carskiego wojska, był też uczonym i filantropem. Księżniczka wychowywała się w szczęśliwej rodzinie Oldenburskiej. Książę Piotr i jego żona prowadzili wzorowe rodzinne życie i podchodzili ostrożnie do edukacji dzieci. Rodzina spędzała zimowe miesiące w Peterhofie, a latem przenosili się do Kamenoi – Ostroff. Edukacja Aleksandry wzbudziła w niej zainteresowanie medycyną i rozwiązywaniem społecznych problemów biednych.

### Małżeństwo
Rodzice Aleksandry zaplanowali jej wspaniałe małżeństwo. 25 października 1855 roku, została zaręczona z wielkim księciem Mikołajem Mikołajewiczem, trzecim synem cara Mikołaja I i jej kuzynem. Aleksandra, która była luteranką przeszła na prawosławie 7 stycznia 1856 roku i od tej pory tytułowano ją jako Aleksandra Petrowna, wielka księżna Rosji. Ślub miał miejsce 6 lutego 1856 roku w Peterhofie. Jej pierwszy syn urodził się dziewięć miesięcy później w ich apartamencie Pałacu Zimowego. W grudniu 1861 roku para przeniosła się do niedawno zbudowanego Pałacu Mikołaja, gdzie, w 1864 roku, Aleksandra urodziła drugiego i ostatniego syna. Od tego czasu małżeństwo zaczęło się rozpadać.

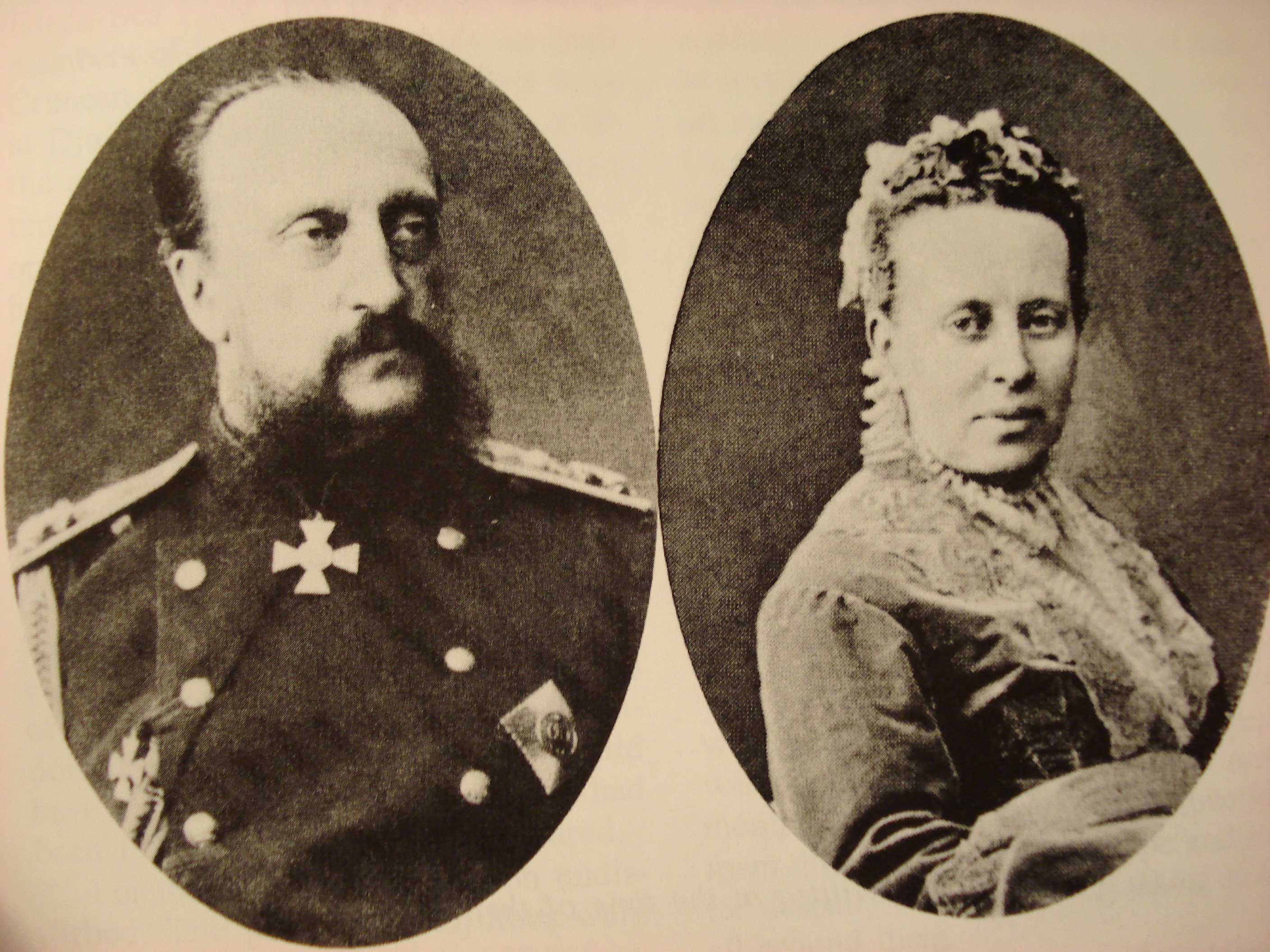
Wielka księżna Aleksandra z mężem.

Aleksandra była bardzo prosta. Wielka księżna lubiła prostotę i wolała żyć skromnie, unikając publicznych wystąpień. Poświęcała się religii i swoim zainteresowaniem medycyną. Była także utalentowaną malarką. Aleksandra nie była piękna, ale jej szczerość i przyjemny sposób bycia sprawiały, że zyskiwała sobie wiele sympatii. Bardzo polubiły ją jej dwie szwagierki: Maria Aleksandrowna i Aleksandra Józefówna. Najpierw, jej mąż wziął pomysły Aleksandry na poważnie i sfinansował szpital w mieście, gdzie teorie wielkiej księżnej mogły być rozwijane i użyte w praktyce, biedni pacjenci otrzymywali opiekę bez opłaty. Czasami sama opiekowała się chorymi. W końcu założyła instytut praktyk dla pielęgniarek w Petersburgu.
W późnych latach 60. małżeństwo Aleksandry przeżywało poważny kryzys. Para zauważyła, że nie mieli ze sobą wiele wspólnego. Nie mając urody i wdzięku, wielka księżna wolała trzymać się z dala od dworu. To drażniło jej męża, który narzekał na jej prostotę i skromne sukienki. Po przejściu na prawosławie, Aleksandra stała się bardzo pobożna. Była poważną kobietą, której pasjami były religia i medycyna.
Pałac pary w Sankt Petersburgu była tak duży, że nie musieli się nawet widzieć. Pokazywali się razem tylko na oficjalnych uroczystościach. W końcu Mikołaj nawiązał romans z tancerką Katarzyną Chislową. Wielki książę nie ukrywał tego związku. W 1868 roku tancerka urodziła pierwsze z ich pięciorga dzieci. Według niektórych relacji, Aleksandra Petrowna odwzajemniła niewierność męża biorąc sobie kochanka i, w 1868 roku, urodziła syna. Jednak nie ma żadnych dowodów na potwierdzenie tych wydarzeń. Historia nieślubnego dziecka wydaje się nieprawdopodobna.

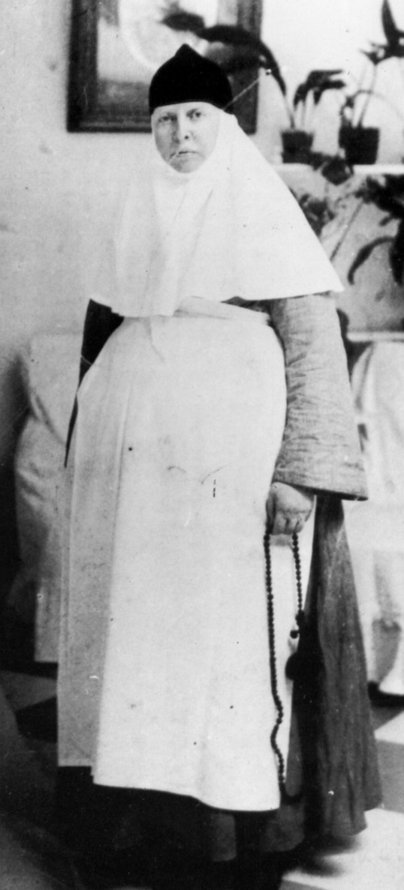
Aleksandra Petrowna jako siostra Anastazja.

W 1870 roku nic nie zostało już z tego małżeństwa oprócz goryczy. Oburzenie było jedyną odpowiedzią, jaką Aleksandra mogła dać na niewierność męża. Wielka księżna coraz więcej czasu spędzała w Kijowie, podczas gdy jej mąż dzielił czas pomiędzy swoimi dziećmi z Aleksandrą a jego drugą rodziną. Kiedy wielki książę chciał podwyższyć status swoich nieślubnych dzieci, Aleksandra Petrowna interweniowała u cara Aleksandra II, ale jej szwagier okazał się być mniej niż współczującym. Widzisz, pisał car, on potrzebuje kobiety, która może mu dać miłość. Popatrz tylko na siebie! Widzisz jak się ubierasz? Żaden mężczyzna nie uznałby cię za atrakcyjną. Jednakże po tym spotkaniu Aleksander doradził Mikołajowi, aby był roztropniejszy.

### Późniejsze lata
W 1880 roku, Aleksandra opuściła stolicę imperium na dobre i zamieszkała w Kijowie. Początkowo mieszkała w Pałacu Maryńskim w Kijowie, ale później odeszła do klasztoru. Jednak nie zgodziła się na rozwód z mężem, który jej zaproponował. Wielki książę Mikołaj spodziewał się przeżyć żonę, jak mówił Aleksandrowi II, i wtedy ożenić się ze swoją kochanką. Aleksandra, choć nie w dobrym zdrowiu, przeżyła nie tylko męża, ale także i jego kochankę. Tancerka Katarzyna zmarła w 1889 roku, a wielki książę Mikołaj przeżył swoją kochankę tylko o dwa lata. Gdy umarł na Krymie w 1891 roku, Aleksandra odmówiła udziału w jego pogrzebie. Nawet wtedy mu nie wybaczyła. Odmówiła nawet złożyć hołd, kiedy pociąg z jego ciałem przejeżdżał przez Kijów.
Aleksandra złożyła wieczyste śluby mnisze w 1891, po śmierci męża, otrzymując przy postrzyżynach imię Anastazja. Założyła w Kijowie monaster Opieki Matki Bożej z zakonnicami jako pielęgniarkami, który miał swoje własne szpitale, schroniska i przychodnie, aby umożliwić leczenie biednym. Poświęciła swoje życie pasji, która zawsze była dla niej na pierwszym miejscu. Pozostawała blisko związana ze swoimi synami, którzy w rodzinnym konflikcie stanęli po jej stronie. Wielka księżna była na Krymie w 1898 roku, kiedy jej synowa, Milica Czarnogórska, urodziła bliźniacze córki, jedną, która umarła wkrótce po narodzinach. Aleksandra pochowała swoją zmarłą wnuczkę na klasztornym cmentarzu w Kijowie. Dotknięta rakiem żołądka, zmarła 25 kwietnia 1900 w Kijowie, w wieku 61 lat. Dzisiaj jej grób jest znów pod opieką zakonnic, które kontynuują jej pracę.
24 listopada 2009 roku została kanonizowana przez Ukraiński Kościół Prawosławny Patriarchatu Moskiewskiego jako Anastazja Kijowska, święta czczona lokalnie w eparchii kijowskiej.